# 石抹明里
石抹明里（1242年—1310年），元朝典膳官。契丹族。姓石抹，世典内膳。祖父石抹曷鲁，为元太祖近臣。
中统元年（1260年）奉命侍奉太子真金，典膳事，后随忽必烈北讨，论功赐白金百两。至元二十八年（1291年），为典膳令。元成宗铁穆耳即位，加他为朝列大夫，令他的儿子们入宿卫，假礼部尚书。元武宗海山即位，以历事帝后之功，授荣禄大夫、司徒，妻子梅仙封为顺国夫人。

## 延伸阅读
[在维基数据编辑]
 《元史·卷169》，出自宋濂《元史》
 《新元史/卷151》，出自柯劭忞《新元史》